# Palette libyenne
La palette libyenne, aussi appelée palette du tribut libyen, palette de Tehenou, palette des villes ou palette de fondation des villes, est une palette à fard retrouvée à Abydos datée de la période de la période prédynastique égyptienne de Nagada III, entre 3300 et 3100 avant notre ère, conservée au Musée égyptien du Caire sous la référence CG 14238.
La palette comporte la plus ancienne mention écrite connue des Libyens anciens et la plus ancienne représentation d’une houe associée à une forteresse. 

## Description
La palette est faite de schiste et mesure 19 cm de long et 22 cm de large.
Un des côtés montre trois lignes d'animaux domestiques marchant en file et une quatrième ligne inférieure avec un verger d'oliviers et le hiéroglyphe du bâton de jet sur un ovale (qui signifie « région », « lieu », « île »), donc un toponyme du Delta occidental ou de la Libye ancienne : Thnw, Tjehenw (Tehenou). 
Le recto, d'une grande importance, affiche une succession de sept cités fortifiées figurées sous la forme archaïque du hiéroglyphe O36b, ovoïdes ou quadrangulaires avec des angles plus moins arrondis. Celles-ci sont alignées sur deux niveaux, quatre sur le niveau supérieur et trois sur l’inférieur. Dans le sens de la lecture : du haut vers le bas et de la droite vers la gauche, leur taille va en diminuant, un détail qui semble avoir son importance puisqu’à l’intérieur des enceintes, hormis la troisième, se distinguent des petits carrés ou rectangles dont le nombre va décroissant dans le même ordre de lecture. Sont aussi figurés les pieds de quatre personnes.  
Chacune des cités fortifiées contient un pictogramme d’identification tandis qu’un animal (deux pour la septième) empoignant une houe la chevauche :
- Signes figurant à l’intérieur des enceintes[4]
  - Chouette + 8 carrés
  - Héron (?) + 7 carrés
  - Deux hommes se battant (?)
  - Scarabée + 4 carrés
  - Ka + 3 carrés
  - Hutte (?) + 3 carrés
  - Jonc + 3 carrés

- Signes figurant au-dessus des enceintes[4]
  - Faucon empoignant une houe
  -  ? empoignant une houe
  -  ? empoignant une houe
  - Lion empoignant une houe
  - Scorpion empoignant une houe
  - Deux faucons avec porte-enseigne empoignant une houe

## Interprétation

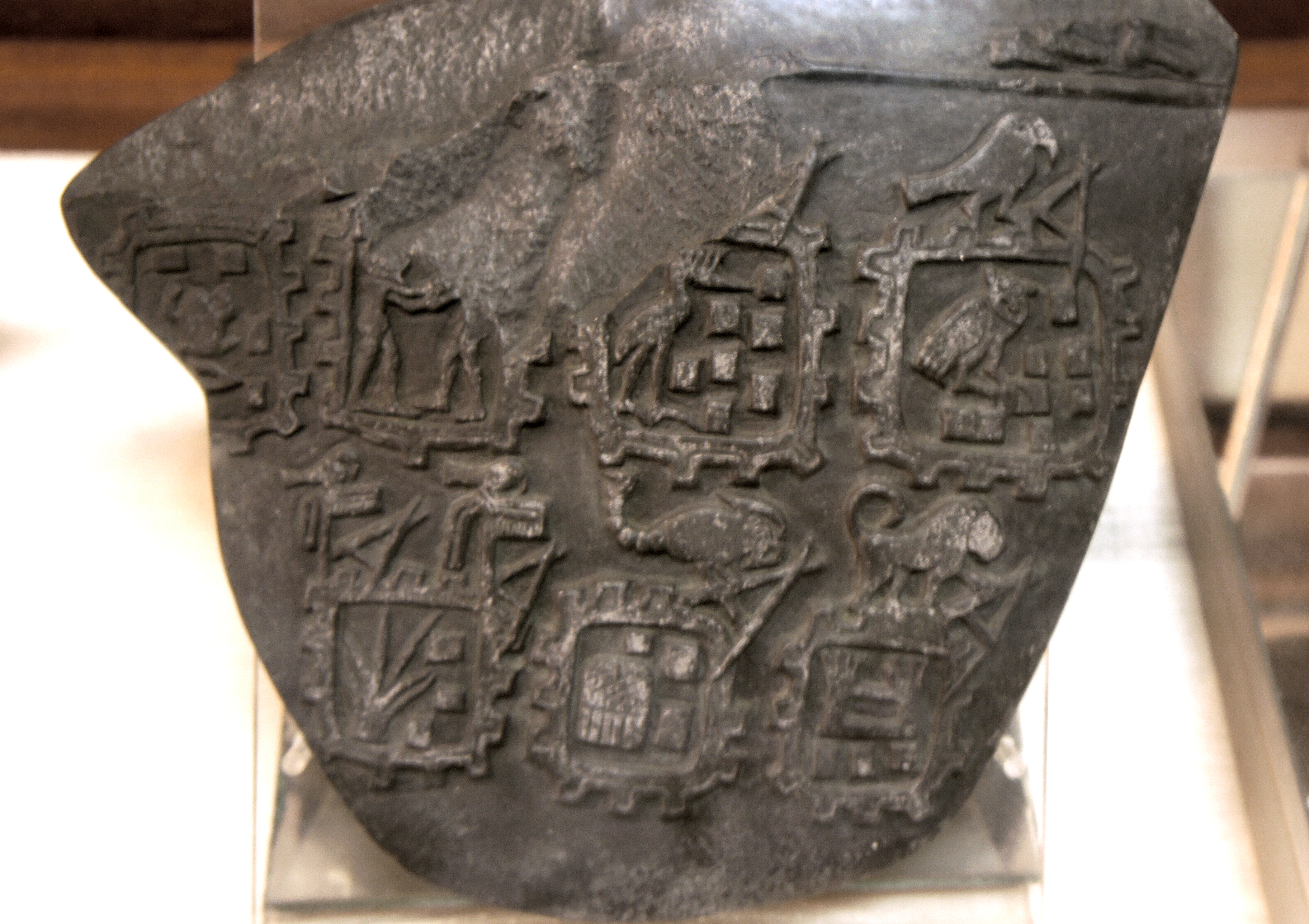
Face arrière de la palette libyenne

La scène de cette palette est généralement interprétée comme le paiement d'un grand hommage par les peuples de Libye, qui étaient réputés pour leur huile d'olive de haute qualité.
Günter Dreyer l'interprète comme une scène de destruction et les animaux, ou standards animaux, comme des noms royaux,. Cependant, d'autres savants ont suggéré que les animaux représentent des armées royales ou des symboles. Une autre interprétation complètement différente est que la scène représente la fondation de ces villes. 